# Phil Crane
Philip Miller Crane, detto Phil (Chicago, 3 novembre 1930 – Jefferson, 8 novembre 2014), è stato un politico statunitense, membro della Camera dei Rappresentanti per lo stato dell'Illinois dal 1969 al 2005.

## Biografia
Nato e cresciuto a Chicago, dopo gli studi e il servizio militare, Crane si dedicò attivamente alla politica e aderì al Partito Repubblicano. Nello stesso periodo anche i suoi due fratelli Dan e David operavano nell'ambito politico; sia Phil che Dan riuscirono ad essere eletti deputati alla Camera dei Rappresentanti, mentre David non riuscì mai ad ottenere un seggio. Phil venne eletto in una competizione speciale nel 1969, come sostituto del deputato Donald Rumsfeld, il quale aveva lasciato il Congresso per collaborare con l'amministrazione presidenziale di Richard Nixon.
Crane ottenne un mandato completo nel 1970 e venne riconfermato per altri sedici mandati. Il suo distretto venne riconfigurato diverse volte, ma continuò a rimanere uno dei più solidi per il Partito Repubblicano e Crane fu rieletto per le sue posizioni estremamente conservatrici. Nel 1980 si candidò alla presidenza degli Stati Uniti, ma fu uno dei primi a ritirarsi dalle primarie repubblicane. Dopo questa campagna infruttuosa la popolarità di Crane a livello nazionale cominciò a calare e il ruolo di leader dei conservatori gli venne gradualmente sottratto da Newt Gingrich.
Verso la fine della sua carriera politica, Crane si trovò ad affrontare degli avversari democratici decisamente agguerriti, come Melissa Bean che nel 2002 si rivelò una candidata inaspettatamente forte. La Bean, pur essendo sfavorita in termini di fondi economici, ottenne un riscontro di voti molto alto per essere in un distretto estremamente favorevole ai repubblicani. Crane la sconfisse con un margine di scarto discreto, ma la donna si ricandidò per il seggio due anni dopo: questa volta ottenne l'appoggio di molti esponenti del suo partito, fra cui l'allora candidato senatore Barack Obama e riuscì a batterlo con un margine di quattro punti percentuali. Crane lasciò quindi la Camera dopo trentasei anni di permanenza.